# IC 822
IC 822 је спирална галаксија у сазвјежђу Береникина коса која се налази на листи објеката дубоког неба у Индекс каталогу.
Деклинација објекта је + 30° 4' 40" а ректасцензија 12h 47m 45,5s. Привидна величина (магнитуда) објекта IC 822 износи 15,2 а фотографска магнитуда 16,0. IC 822 је још познат и под ознакама MCG 5-30-85, NPM1G +30.0275, PGC 43196.